# Hibbertia nutans
Hibbertia nutans är en tvåhjärtbladig växtart som beskrevs av George Bentham. Hibbertia nutans ingår i släktet Hibbertia och familjen Dilleniaceae. Inga underarter finns listade i Catalogue of Life.